# Salganeos
Salganeos (en grec antic Σαλγανεύς) era una antiga ciutat a la costa oriental de Beòcia entre Calcis i Anthedon.
El nom, Salganeos, era el d'un beocià que va servir de pilot a la flota persa de Xerxes i va ser mort acusat de traïció perquè no trobava cap sortida de l'estret d'Eurip, que separava Calcis de Beòcia. El comandant persa, quan va descobrir el seu error, va erigir un monument en aquell lloc on després s'hi va construir la ciutat, segons diu Estrabó.
Salganeos, per la seva situació, va ser un lloc important ja que controlava l'entrada de l'estret. Sembla que les restes de la ciutat estarien situades al peu del cim del Messapion, en un angle on s'acaba la plana al costat d'un petit port, en un petit turó pla inclinat cap al mar.